# Climacia lemniscata
Climacia lemniscata là một loài côn trùng trong họ Sisyridae thuộc bộ Neuroptera. Loài này được Flint miêu tả năm 1998.